# 팔마왈라비
팔마왈라비(Macropus parma)는 캥거루과에 속하는 캥거루속 유대류의 일종이다. 1840년경 영국인 박물학자 존 굴드(John Gould)가 처음 기술했다. 부끄럼을 타며 은둔 생활을 하는 동물로 오스트레일리아 뉴사우스웨일스 주 남부 지역 습윤 경엽수림에서 발견되며, 아주 희귀종으로 19세기말 전에 이미 멸종된 것으로 간주될뻔했다.

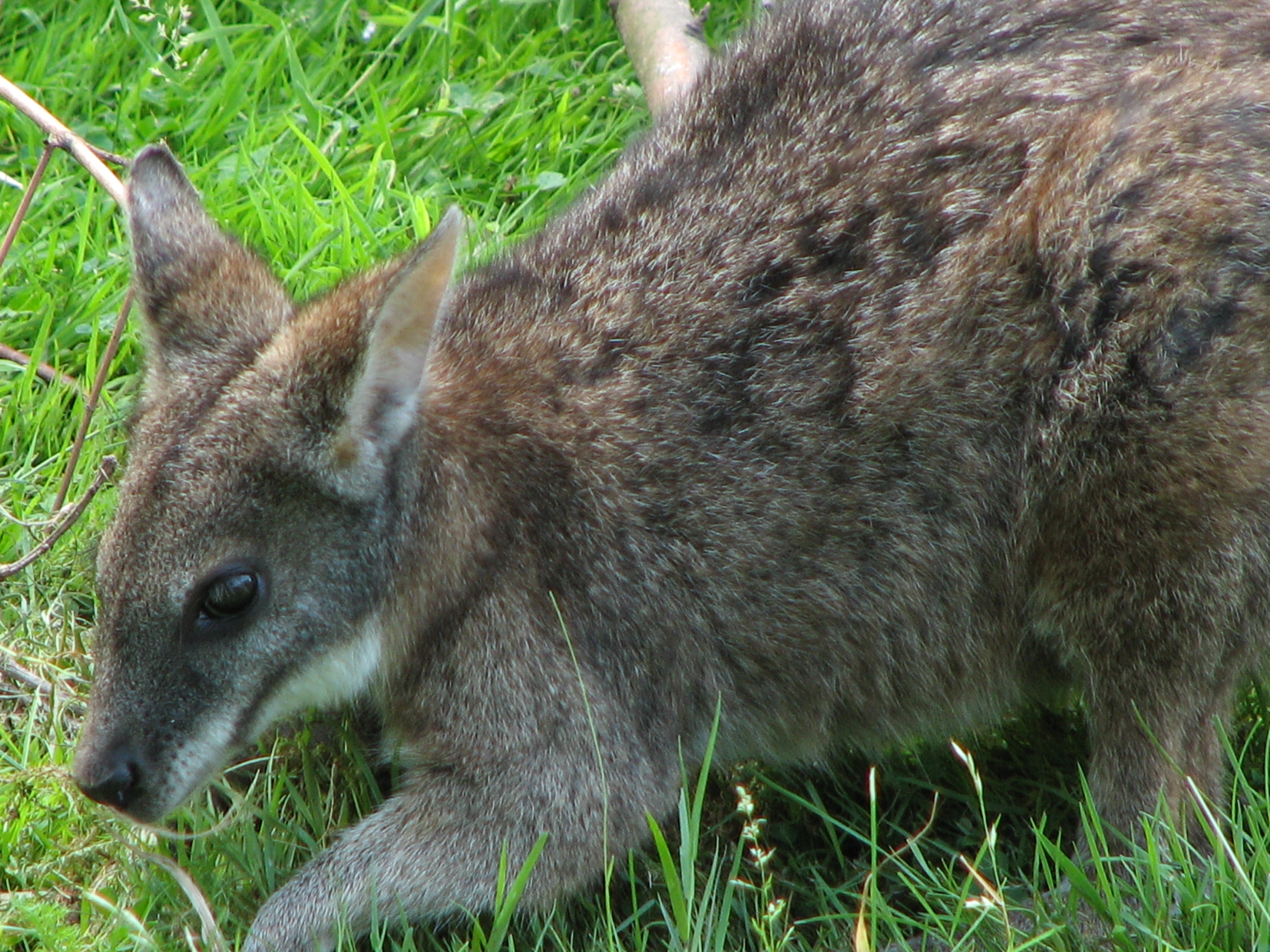
베를린 동물원의 팔라왈라비.

1965년 카와우 섬(뉴질랜드 오클랜드 근처)에서 노동자들이 전염병에 걸린 도입종 타마왈라비(오스트레일리아에 널리 분포하고 상당히 흔한 종)의 관리를 하던 중에 일부 종이 전혀 타마왈라비가 아닌 것을 발견하고, 오랫동안 멸종된 것으로 간주했던 팔마왈라비의 살아있는 개체군의 발견에 대해 깜짝 놀랐다.